# Liste von Kirchen des Deutschen Ordens
Die Liste von Deutschordenskirchen benennt Kirchen des Deutschen Ordens, kurz als Deutschordenskirchen bezeichnet. Sie ist nicht vollständig.

## Liste
Deutschland
- St. Katharina, Hackenbroich
- Deutschhauskirche, Würzburg
- Deutschordenskirche, Frankfurt am Main
- Deutschordenskirche, Friesach
- Deutschordensmünster St. Peter und Paul, Heilbronn
- St. Jakob, Nürnberg
- St. Elisabeth, Nürnberg
- St. Ägidien, Regensburg
- Deutschordenskirche St. Vitus, St. Veit
- Salvatorkirche, Duisburg

Österreich
- Deutschordenskirche, Wien
- Deutschordenskirche, Linz (Priesterseminarkirche)